# 4137-es mellékút (Magyarország)
A 4137-es számú mellékút egy közel 7 kilométer hosszú, négy számjegyű országos közút Szabolcs-Szatmár-Bereg vármegye keleti részén; Cégénydányádot köti össze Szamosújlakkal, a két település közt fekvő Gyügye községnek pedig egyedüli közúti megközelítési útvonala.

## Nyomvonala
Cégénydányád központjának északkeleti részén ágazik ki a 4136-os útból, annak 2+150 kilométerszelvénye közelében, kelet felé. Petőfi Sándor utca néven halad a község keleti széléig, amit alig 400 méter után el is ér. 600 méter után átlépi Gyügye határát, ott délebbnek fordul, egy darabig a határvonalat kíséri, majd még az első kilométere előtt teljesen gyügyei területre ér. Több irányváltással éri el a község belterületét, kevéssel a 2. kilométere előtt, ott előbb a Fő utca, majd ismét a Petőfi Sándor utca nevet viseli, és nagyjából 3,4 kilométer után eléri a falu keleti szélét.
3,7 kilométer után az út már Szamosújlak területén folytatódik, Kossuth Lajos utca, majd a változatosság kedvéért itt is Petőfi Sándor utca néven. Nagyjából 5,5 kilométer után éri el a belterület keleti szélét, onnan a Szamos holtágának vonalvezetését követve kanyarog. Hozzávetőlegesen keleti irányban húzódva ér véget, beletorkollva a 4138-as útba, annak 3+400 kilométerszelvénye közelében.
Teljes hossza, az országos közutak térképes nyilvántartását szolgáló kira.gov.hu adatbázisa szerint 6,678 kilométer.

## Települések az út mentén
- Cégénydányád
- Gyügye
- Szamosújlak